# Halmaheramys
Halmaheramys (Fabre, Pages, Musser, Fitriana, Semiadi & Helgen, 2013) è un genere di Roditori della famiglia dei Muridi.

## Descrizione

### Dimensioni
Al genere Halmaheramys appartengono roditori di medie dimensioni, con lunghezza della testa e del corpo tra 143 e 241 mm, la lunghezza della coda tra 119,6 e 210 mm e un peso fino a 300 g.

### Caratteristiche craniche e dentarie
Il cranio presenta un rostro lungo e sottile, due fori palatali lunghi e larghi e le bolle timpaniche relativamente piccole. Gli incisivi superiori sono larghi, lisci, arancioni ed ortodonti, ovvero con le punte rivolte verso il basso, i molari sono allungati ed hanno la corona bassa.
Sono caratterizzati dalla seguente formula dentaria:
La pelliccia è lunga e folta, con la groppa cosparsa di lunghe setole spinose con l'estremità biancastra. Le parti dorsali sono grigio-brunastre, mentre le parti ventrali sono bianco-grigiastre, la linea di demarcazione lungo i fianchi è netta. Il muso è allungato, le vibrisse sono lunghe e nere, mentre le orecchie sono piccole, arrotondate e grigio-brunastre. Le zampe sono lunghe e sottili, il dorso è bianco e ricoperto di piccoli peli biancastri, il palmo delle mani e la pianta dei piedi sono prive di peli e fornite di 5 e 6 cuscinetti ciascuna.  Le dita sono bianche, con degli artigli color avorio lunghi ed affilati. La coda è più corta della testa e del corpo, è uniformemente brunastra con l'estremità bianca, ha circa 9-11 anelli di scaglie per centimetro, ognuna corredata da tre peli. Le femmine hanno un paio di mammelle post-ascellari e due paia inguinali.

## Distribuzione
Questo genere è diffuso nelle Isole Molucche settentrionali.

## Tassonomia
Il genere comprende 2 specie.
- Halmaheramys bokimekot
- Halmaheramys wallacei